# Horst-Wessel-Lied
 (août 2023).
Si vous disposez d'ouvrages ou d'articles de référence ou si vous connaissez des sites web de qualité traitant du thème abordé ici, merci de compléter l'article en donnant les références utiles à sa vérifiabilité et en les liant à la section « Notes et références ».
Pour les articles homonymes, voir Horst Wessel (homonymie).
Le Horst-Wessel-Lied (le Chant de Horst Wessel ; en allemand : /hɔʁst ˈvɛsl̩ liːt/ ) était, en Allemagne à partir de 1933 et jusqu'en 1945, l'hymne officiel des SA puis du Parti national-socialiste des travailleurs allemands (NSDAP).
Considéré comme un second hymne national à l'époque du Troisième Reich, après le Deutschlandlied, il a été constamment joué et chanté sous le régime nazi de février 1933 à mai 1945. Son interprétation était notamment obligatoire avant chaque concert de musique classique.
Le texte du Horst-Wessel-Lied a été écrit entre 1927 et 1929 par le SA Horst Wessel, abattu chez lui par un communiste en 1930. La mélodie choisie est issue du répertoire du XIXe siècle.
Depuis 1945, selon l'article 86 a du Code pénal allemand, le Horst-Wessel-Lied fait partie des signes d'organisations anticonstitutionnelles dont l'interprétation et la diffusion sont interdites, en raison de leur origine nationale-socialiste. Cette interdiction, qui découle directement du procès de Nuremberg, concerne aussi la mélodie. Ainsi, même avec d'autres paroles, ce chant est tout aussi illégal. En Autriche, des dispositions similaires s’appliquent en vertu de l’article 3 d'une loi de 1947.

## Histoire
Le Horst-Wessel-Lied a été publié pour la première fois en septembre 1929 sous forme d'un poème dans l’organe de presse des SA Der Angriff (en français : L’Attaque) sous le titre Die Fahne hoch! (Le drapeau hissé !). Horst Wessel s'est servi d'un texte écrit par le poète communiste Willi Bredel pour les membres du Roter Frontkämpferbund (l'Union de défense du Parti communiste allemand sous la république de Weimar), qui était alors une milice anti-nazie et l’a adapté pour la SA.
Peu après la mort d'Horst Wessel, abattu par Alfred Höhler dit « Ali », membre du Roter Frontkämpferbund le 23 février 1930, le chant a fait l'objet d'une réimpression dans le Völkischer Beobachter avec la mention « Le salut de Horst Wessel à l'Allemagne à venir ». Le chant est alors devenu l'hymne officiel du parti nazi et l'« évangile du mouvement » (Ingeborg Wessel). Le Horst-Wessel-Lied est choisi comme hymne national en 1933 lors de l'arrivée d'Adolf Hitler au pouvoir.

## Paroles
Le texte d'Horst Wessel glorifie la SA, milice du parti nazi :
| Version originale | Traduction |
| --- | --- |
| Die Fahne hoch! Die Reihen fest (dicht/sind) geschlossen! SA marschiert Mit ruhig (mutig) festem Schritt 𝄆 Kam’raden, die Rotfront und Reaktion erschossen, Marschier’n im Geist In unser’n Reihen mit 𝄇              | Le drapeau haut ! Les rangs fermement serrés ! La SA marche d’un pas calmement ferme. 𝄆 Les camarades que le Front rouge et la Réaction ont abattus Marchent en esprit avec nous dans nos rangs. 𝄇                          |
| Die Straße frei Den braunen Bataillonen Die Straße frei Dem Sturmabteilungsmann! 𝄆 Es schau’n aufs Hakenkreuz voll Hoffnung schon Millionen Der Tag für Freiheit Und für Brot bricht an 𝄇                             | La rue libre aux bataillons bruns ! La rue libre à l’homme de la Section d’Assaut ! 𝄆 Déjà des millions regardent la croix gammée pleins d’espoir, Le jour pour la liberté et pour le pain se lève ! 𝄇                      |
| Zum letzten Mal Wird Sturmalarm (-appell) geblasen! Zum Kampfe steh’n Wir alle schon bereit! 𝄆 Schon (Bald) flattern Hitlerfahnen über allen Straßen (über Barrikaden) Die Knechtschaft dauert Nur noch kurze Zeit! 𝄇 | Pour la dernière fois l’alarme d'assaut retentit ! Pour le combat nous nous tenons tous déjà prêts ! 𝄆 Déjà les bannières hitlériennes flottent sur toutes les rues, La servitude ne dure encore plus qu’un court temps ! 𝄇 |
| Die Fahne hoch! Die Reihen fest (dicht/sind) geschlossen! SA marschiert Mit ruhig (mutig) festem Schritt 𝄆 Kam’raden, die Rotfront und Reaktion erschossen, Marschier’n im Geist In unser’n Reihen mit 𝄇              | Le drapeau haut ! Les rangs fermement serrés ! La SA marche d’un pas calmement ferme. 𝄆 Les camarades que le Front rouge et la Réaction ont abattus Marchent en esprit avec nous dans nos rangs. 𝄇                          |

## Mélodie
La mélodie reprend celle d'une chanson populaire (der Abenteurer) dont l'air lui-même est tiré de l’opéra Joseph d'Étienne Nicolas Méhul (qui est aussi le compositeur du célèbre Chant du départ). La musique Königsberg-Lied semble avoir également inspiré le compositeur (dont le nom est inconnu) du Horst-Wessel-Lied.

## Contexte
Sans une connaissance relativement précise de la situation politique en Allemagne à la fin des années 1920, à laquelle se réfère Horst Wessel, le texte de la chanson est difficilement compréhensible. En effet, des passages se réfèrent au contexte de la fin de la république de Weimar.
Le terme de « Front rouge » (Rotfront), clairement péjoratif dans la bouche des nazis, fait référence au Roter Frontkämpferbund, milice antifasciste créée par le Parti communiste d'Allemagne ou KPD, en initiales allemandes. Les SA, qui se considéraient comme appartenant à un mouvement social-révolutionnaire, se situent en opposition à la fois aux communistes et aux forces conservatrices ou monarchistes de la bourgeoisie allemande
Les nazis arrivent au pouvoir légalement le 30 janvier 1933 dans une coalition (apparue en 1931) avec le Parti national du peuple allemand (Deutschnationale Volkspartei ou DNVP en initiales allemandes), après avoir obtenu environ 33,10 % des voix pour le parti nazi et environ 8,35 % des voix pour le DNVP, aux  dernières élections législatives formées régulièrement le 6 novembre 1932, par le gouvernement de la République de Weimar. Le NSDAP était, à la suite de cette élection, le parti politique le plus important en Allemagne, les sociaux démocrates ou SPD étaient le second, avec environ 20,40 % des voix, le KPD obtenant plus de 16,90 % des suffrages, était le troisième parti politique, et le parti catholique Zentrum était le quatrième avec environ 11,90 % des voix.
La fraction social-révolutionnaire du parti nazi ainsi que les SA ont été écartés du parti nazi à la suite de la nuit des Longs Couteaux, (29 au 30 juin 1934), ce qui n’a pas empêché le NSDAP de faire de ce chant leur hymne et d'en rendre l'exécution obligatoire lors de toute manifestation officielle.

## Parodies
- La parodie la plus connue est celle de la Kälbermarsch (en français : « La marche des veaux ») dans Schweyk dans la Deuxième Guerre mondiale (1943)  de Bertolt Brecht (musique de Hanns Eisler) :

| Version originale | Traduction |
| --- | --- |
| Hinter der Trommel, trotten die Kälber (Das) Fell für die Trommel, liefern sie selber. Der Metzger ruft. Die Augen fest geschlossen Das Kalb marschiert mit ruhig festem Tritt. (Die)Kälber, deren Blut im Schlachthof schon geflossen Ziehen im Geist, in seinen Reihen mit. | Derrière le tambour, trottent les veaux La peau pour le tambour, ils la livrent eux-mêmes. Le boucher appelle. Les yeux complètement fermés, Le veau défile d'un pas calme et ferme. Les veaux, dont le sang déborde déjà dans l'abattoir, Suivent par l'esprit dans leurs rangs. |

- Pierre Dac, sur l'antenne de Radio Londres, composa et chanta une chanson parodique contre les collaborateurs français sur l'air du Horst-Wessel-Lied[4] :

« Waffen SS, enfants de la milice,
C’est nous les durs, les mecs au cœur de fer,
Et nous n’avons pour utiliser nos services,
Qu’un seul patron, un seul Adolf Hitler.
Pétain, Laval, nos deux chefs responsables,
Nous ont donné Darnand comme Führer,
C’est donc à eux que nous sommes tous redevables
D’avoir l’honneur d’obéir à Hitler.
Du nom « Français » nous n’avons plus que faire
D’être nazis nous sommes bien plus fiers
Et s’il le faut, nous égorgerons père et mère
Car nous tuons au nom d’Adolf Hitler.
Bientôt enfin, viendra la récompense
Notre vertu recevra son salaire
Lorsque nous serons accrochés à la potence,
Nous crèverons au nom d'Adolf Hitler. »
- La chanson Ah ! Si j’étais resté célibataire (Guy de Paris - Boermans - Pletinckx), enregistrée en 1962 par l'accordéoniste André Verchuren, ancien résistant déporté en camp de concentration par les nazis, reprend une partie de la mélodie du Horst-Wessel-Lied.